# WebARENA
WebARENA（ウェブアリーナ）は、NTTPCコミュニケーションズの提供するデータセンタサービスのブランド名、登録商標である。
国内におけるハウジング及びホスティングの有力ブランドのひとつ。

## 概要
WebARENAのサービスは、1997年以降Suiteサービスをバージョンアップしつつ提供し、累計10万件に達している。
2015年6月現在、提供内容は以下のとおり。新規契約は最新版のみで、旧版は販売終了（継続使用は可能）となっている。

### 共用サーバ
共用レンタルサーバサービス。LinuxとApache HTTP Serverで構成される。
- Suite - ディスク容量50～300MB。メールアドレス数無制限、メールウイルスチェックサービス無料など。
- Suite2 - ディスク容量100～1000MB。ディスク容量配分、管理者の複数化、SSL対応など。ユーザ数35,000(2005年5月現在)。
- SuiteX V1 - ディスク容量30～120GB。Web改ざん検知、マルチドメイン対応、セキュリティ診断などが追加された。
- SuiteX V2 - 2014年2月供用開始。300GB。バックアップやセキュリティ関連が強化された。

### メールサーバ
仮想専用サーバーによる、メールホスティングサービス。2010年6月より迷惑メールフィルタが供用開始。

### VPS/クラウド
バーチャル・プライベート・サーバ（VPS）サービス。SuitePROシリーズと、VPSクラウドが提供されている。
- SuitePRO - OSはFedoraCore 3。
- SuitePRO V2 - 2007年7月供用開始。OSはCentOS 4、のち5[2]。ディスク容量6～20GB（最大50GB）
- SuitePRO V3 - 2010年5月供用開始。OSはCentOS 5。ディスク容量40～50GB（最大1TB）、メモリ1.7～2GB（最大16GB）、CPU(共有)1コア（最大4コア）
- SuitePRO V4 - 2015年6月供用開始。OSはCentOS 6と7に加え、初めてWindows Server系（2008、2012）を採用した。ディスク容量100～4,100GB、メモリ2～32GB、CPU(仮想)2～8コア。また、M2M、IoTとの親和性の高いMaster'sONEをVPNで接続できるオプションを設けた。

- VPSクラウド - ディスク容量200GB（HDDとSSDで仮想化方式、サービス内容が異なる）。OSはCentOS 6と7、Debian7。メモリ6GB、CPU(仮想)4コア。

### 専用サーバ
- Solo（販売終了） - OSはRed Hat Enterprise Linux5と6。ロードバランサによるWebサーバ複数台構成による負荷分散が可能。
- ベーシックモデル - ディスク容量250GB～1TB(RAID1)、メモリ4GB、CPU(Xeon)2コア
- プレミアムモデル - ディスク容量300GB(RAID1)、メモリ16GB、CPU(Xeon)4～16コア

### データセンター
1997年にハウジングサービスとして、最初に供用開始された。
- Symphony - 東京都心及び、NTTグループ（世界で140以上のデータセンターを展開）との提携を掲げている。ブレードサーバー、高密度積載、耐震荷重、大容量電力の提供。

NTTPCコミュニケーションズがOEMとして下流に多数ISPを持つ事業者であることから、大手有力ユーザを抱えているものと思われる。

## 参照
1. ↑  SuiteX WebARENA
2. ↑  2009年3月30日よりCentOS 5採用。尚、VPSであるSuitePRO V2はマルチOSに対応しておるようで、選択で他のOSを入れることも可能。2009年10月14日現在、CentOS 4若しくはCentOS 5どちらかしか選べない。